# Theodor Husemann
Theodor Gottfried Valentin Husemann, född 13 januari 1833 i Detmold, död 13 februari 1901 i Göttingen, var en tysk farmakolog. 
Husemann var professor i farmakologi och toxikologi i Göttingen. Han utgav, dels tillsammans med sin kusin August Husemann, dels ensam ett betydligt antal större arbeten och avhandlingar i sin vetenskap, bland annat Handbuch der gesammten Arzneimittellehre (1873–75, tredje upplagan 1892), ett arbete om ätliga och giftiga svampar (1867), var medarbetare i farmakopékommissioner, i Rudolf Virchows och August Hirschs "Jahresbericht über die Fortschritte und Leistungen der Medizin", i flera medicinska och farmaceutiska översiktsverk och tidskrifter samt flitig referent till sådana. 
Husemann, som förstod svenska och ofta refererade skandinavisk litteratur, var ledamot av Vetenskaps- och vitterhetssamhället i Göteborg samt medlem av Svenska Läkaresällskapet.